# Giancarlo Giorgetti
Giancarlo Giorgetti (Cazzago Brabbia, 16 de diciembre de 1966) es un político italiano, miembro de la Lega. Desde el 22 de octubre de 2022 es el ministro de Economía y Finanzas en el gobierno de Giorgia Meloni.
Fue secretario nacional de la Lega en la región de Lombardía de 2002 a 2012 y líder de este mismo partido en la Cámara de Diputados en la XVII legislatura de 2013 a 2014 y en la XVIII legislatura desde el 27 de marzo de 2018. 
Desde el 1 de junio de 2018 hasta el 5 de septiembre de 2019 fue secretario del Consejo de Ministros dentro del primer Gobierno Conte.

## Posiciones políticas
Cercano a la patronal, es uno de los representantes de la corriente económicamente más liberal de la Liga. En materia de política exterior, es partidario de una fuerte proximidad a Estados Unidos y a la OTAN.
Defiende una postura más pro-Unión Europea para su partido y está cerca del Partido Popular Europeo. 

## Controversia
En 2006 Giorgetti, entonces también secretario de Lega en la región de Lombardía y mano derecha de Umberto Bossi, habría rechazado un préstamo de 100 000 euros del banquero Gianpiero Fiorani, ya que según confesó este último, el propio Giorgetti le instó a dárselos al equipo de fútbol Varese Calcio para que pudiera inscribirse en el campeonato de la Serie C2.